# Anni Seelbach
Anni Seelbach (* 13. Mai 1904 in Mülheim an der Ruhr; † 6. November 1989) war eine deutsche Politikerin der CDU.

## Ausbildung und Beruf
Anni Seelbach besuchte die Volksschule sowie die Mädchenmittelschule und machte anschließend eine Ausbildung als Buchhändlerin. Danach übte sie diese Tätigkeit bis 1934 aus.

## Politik
Anni Seelbach war Mitglied des Landesvorstandes der CDU Rheinland und des Vorstandes der CDU-Kreispartei Mülheim an der Ruhr sowie Vorstandsmitglied der CDU-Frauenvereinigung Rheinland. Von 1956 bis 1962 wirkte sie als Stadtverordnete in Mülheim an der Ruhr. Sie war Mitglied der „Synode an der Ruhr“ und Vorsitzende des Kreisverbandes der Ev. Frauenhilfe der Synode. Auch fungierte sie als Mitglied des geschäftsführenden Vorstandes der Ev. Frauenhilfe Rheinland.
Anni Seelbach war vom 23. Juli 1962 bis zum 25. Juli 1970 Mitglied des 5. und 6. Landtages von Nordrhein-Westfalen in den sie jeweils über die Landesliste einzog.